# Alfred Jules Ayer
Sir Alfred Jules Ayer (Londres, Regne Unit, 29 d'octubre de 1910 - 27 de juny de 1989) fou un filòsof i professor britànic, pare del positivisme lògic. Divulgador al Regne Unit de l'obra i de la filosofia del Cercle de Viena. La seva obra principal va ser “Llenguatge, Veritat i Lògica” editada el 1936. Com a profossor universitari va treballar al University College de Londres i a la Universitat d'Oxford.

## Obres
- "Llenguatge, Veritat i Lògica" (1936)
- "Pensament i significació" (1947)
- "Els fonaments del coneixement empíric" (1950)
- "El problema del coneixement" (1956)
- "Filosofia i llenguatge" (1961)
- "Hume" (1980)
- "La filosofia del Segle XX" (1982).